# Andrés García Zuccardi
Andrés Felipe García Zuccardi  (Cartagena, 18 de junio de 1983) es un político colombiano. Se desempeñó como Senador de la República de Colombia durante los períodos legislativos 2014-2018 y 2018-2022.

## Reseña biográfica
Miembro del Partido de la Unidad, Estudió administración de empresas en la Universidad de Los Andes y Magíster en Gestión Humana (Gestión del talento) y Desarrollo organizacional en la Universidad Externado de Colombia, egresado del Curso Integral de Defensa Nacional de Colombia (CIDENAL) de la Escuela Superior de Guerra «General Rafael Reyes Prieto» de Colombia. 
Electo por primera vez como Senador en el año 2014. Presidente Nacional del Partido de la Unidad durante el año 2017. Elegido por la Plenaria como Primer Vicepresidente del Senado en el año 2017. Miembro de la Comisión Sexta Constitucional del Senado entre los años 2014-2018 y de la Comisión Tercera Constitucional del Senado para el periodo 2018-2022.